# Riu Tummel

Riu Tummel

El River Tummel (en gaèlic escocès:Teimhil/Abhainn Teimhil) és un riu que es troba a Perth and Kinross, Escòcia.

## Descripció
El riu descarrega el Loch Rannoch, que flueix cap a l'est fins a un punt proper als Falls of Tummel, on gira cap al sud-est, una direcció que es manté fins que es troba amb el riu Tay, just després de Logierait, després d'un curs de 58 km des del seu naixement a Stob Ghabbar (3565 peus). El seu únic afluent considerable és el riu Garry, de 24 km de llarg, un riu impetuós que surt del Loch Garry a 1334 m sobre el nivell del mar.
A mitjan camí en el seu curs el riu s'expandeix i forma el Loch Tummel (2,75 milles de llarg, 128 m. de profunditat i situat a 500 m sobre el nivell del mar).

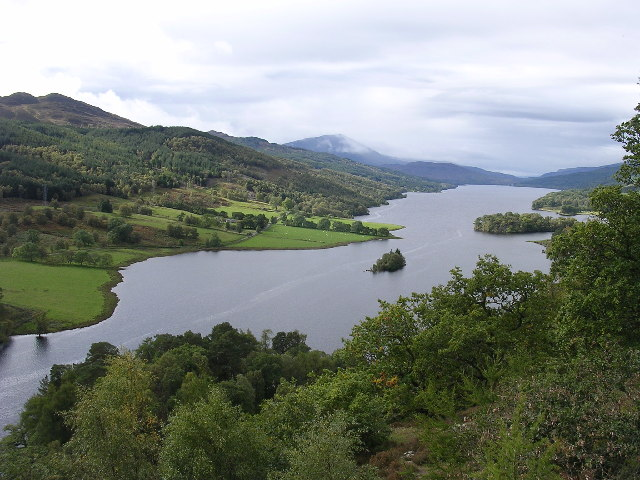
El Loch Tummel vist des de Queens View

El paisatge al llarg d'aquest tram és el més pintoresc, culminant en el punt per sobre de l'extrem oriental del llac, coneguda com la Queens View.
Els principals llocs d'interès al riu són Kinloch Rannoch; Dunalastair, un turó rocós en un terreny arbrat, l'embelliment de les quals va ser en gran part a causa de Alexander Robertson de Struan, el jacobita i poeta, de qui el lloc pren el seu nom (la fortalesa d'Alexander); Foss; Faskally House (molt ben situat al marge esquerre); Pitlochry; i Ballinluig.